# شهرداری ناحیه شیروینتوس
شهرداری ناحیه شیروینتوس (لیتوانیایی: Širvintų rajono savivaldybė) یک شهرداری در لیتوانی است که در قلمروی شهرستان ویلنیوس قرار دارد و مرکز آن شهر شیروینتوس است.

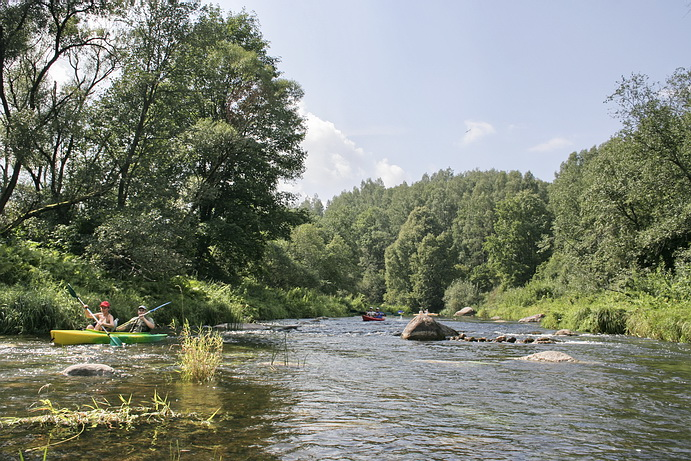
رودخانهٔ شیروینتا

## جمعیت
بر اساس سرشماری جمعیت ۲۰۰۱، ۲۰٬۲۰۷ نفر در این منطقه زندگی می‌کنند که شامل ۹٬۵۴۵ مرد و ۱۰٬۶۶۲ زن می‌شود. ۷٬۲۷۳ نفر در شهر و ۱۲٬۹۳۴ نفر در روستا زندگی می‌کردند. حدود ۱۰٪ افراد اعلام کردند که دارای ملیت لهستانی هستند.